# 산에스테반
산에스테반(스페인어: San Esteban)은 칠레 발파라이소 주 로스안데스 현의 코무나이다.